# باتريك كيوغ
باتريك كيوغ (بالإنجليزية: Patrick Keogh)‏ هو لاعب اتحاد الرغبي نيوزيلندي، ولد في 1867 في برمنغهام في المملكة المتحدة، وتوفي في 12 مارس 1940 في Seacliff, New Zealand ‏ في نيوزيلندا.